# 久世祭り
久世祭り（くせまつり）は、岡山県真庭市久世で10月24日～26日にかけて行われる祭りである。岡山三大だんじり祭りの1つ。

## 概要
始まりは、元禄にさかのぼるという。10月24日は宵祭、25日は本祭、26日には後祭が行われる。10台の舟形のだんじりと5社の御輿が参加する。
25日の本祭では、久世地区内の5つの神社の神輿が繰り出し、五社立会祭りとなる。昼すぎから町の中心の旧国道を神輿5台が先行し、その後を鐘と太鼓の町まわり囃子を奏でながら、10社のだんじりが付き従う。この巡行を「御祭礼」(ごさいれい)と呼ぶ。
夜からは特設会場にて、鉄板で覆っただんじりの後部を勢いをつけてぶつけあう「だんじり喧嘩」(だんじりげんか)が行われる。
26日の後祭では、神輿は参加せずだんじりのみの「御祭礼」が行われる。
夜には25日と同様に「だんじり喧嘩」が行われる。

## 各種行事

### 御祭礼
5社の御輿と10社のだんじりが旧国道の巡行をする。
御祭礼では青年と呼ばれるだんじり各社の若者が乗り込み、前後のだんじりをギリギリまで接近させ、おいさっ！おいさっ！という掛け声とともに、だんじり飾りの笹を折って手に持ち、「笹喧嘩」と呼ばれる掛け合い（パフォーマンス）を行う。青年たちは化粧をしたり、はっぴの下に長襦袢を着ていたりと女装をしていることが多い。
25日と26日の御祭礼を区別して、前者を「五社御祭礼」、後者を「だんじり御祭礼」と呼ぶことがある。26日の御祭礼では、青年は前日にも増して激しい笹喧嘩を繰り広げる。

### だんじり喧嘩
各社のだんじりは舟形後部の鋭角な部分を鉄板で装甲し、5～7メートル程の距離から、数十人が力の限り突進しぶつけ合う。
だんじりには囃し方（喧嘩囃子を打ち鳴らす）と指揮統制の役員が乗り込み、後部では「てぎ」と呼ばれる舵をとりながら、相手方の側面に自らのだんじりの鋭角な鉄板をぶつけようとする。鉄板のぶつかり合いによって、火花が飛び散ることもある。「だんじり喧嘩」の熱気は、久世の勢いそのものであり、観客の興奮も最高潮に達する。
26日の「だんじり喧嘩」の最後には、各だんじりの屋根に人が登り、全社のだんじりが喧嘩囃子をかき鳴らしながらの餅投げが行われる。その年の祭の最後を飾る「だんじり喧嘩」であり、祭の終わりを惜しみながら、まさに、燃焼し尽すがごとくに熱狂し、フィナーレを迎える。